# Abraham Trembley
Abraham Trembley (Genebra, 3 de setembro de 1710 — Genebra, 12 de maio de 1784) foi um naturalista suíço. Foi um dos primeiros a estudar pólipos e hidras, e também um dos primeiros a desenvolver experimentos na zoologia. Seu magistral método experimental levou alguns historiadores da ciência a considerá-lo o "pai da biologia". Trembley foi laureado com a Medalha Copley pela Royal Society em 1743.

## Hydra
Embora Trembley pensasse ter descoberto uma nova espécie, Leeuwenhoek publicou pela primeira vez sobre hydra em um volume de 1702-1703 de Philosophical Transactions of the Royal Society, descrevendo-as como um tipo de "animalculum". Em seu trabalho, Leeuwenhoek descreveu claramente o processo de brotamento, bem como a contratilidade de seus tentáculos e a presença de baterias de cnidócitos nos tentáculos.

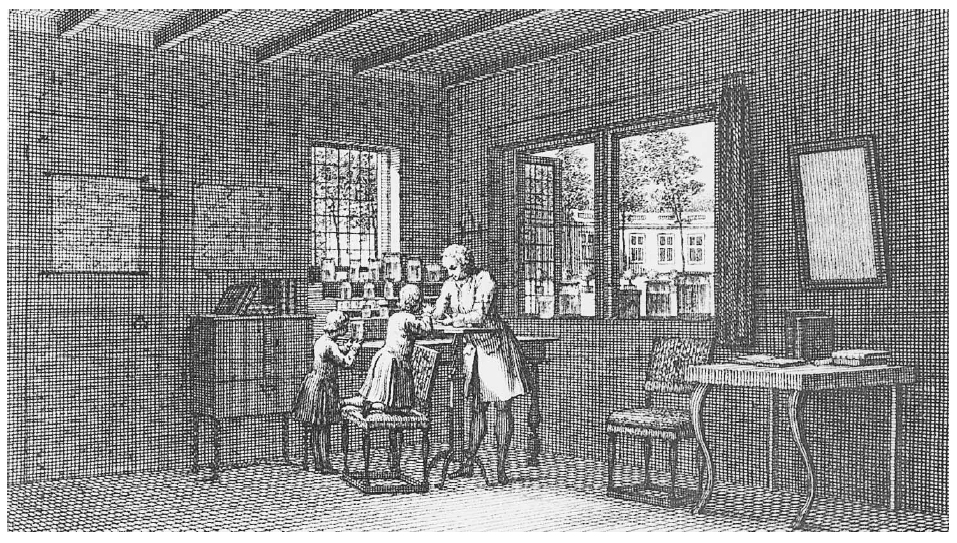
Laboratório de Trembley em Zorgvlied, conforme retratado em seu livro de 1744. Porém, a julgar pela sua correspondência, seu laboratório estava, na verdade, muito mais lotado de objetos, como até 140 potes.
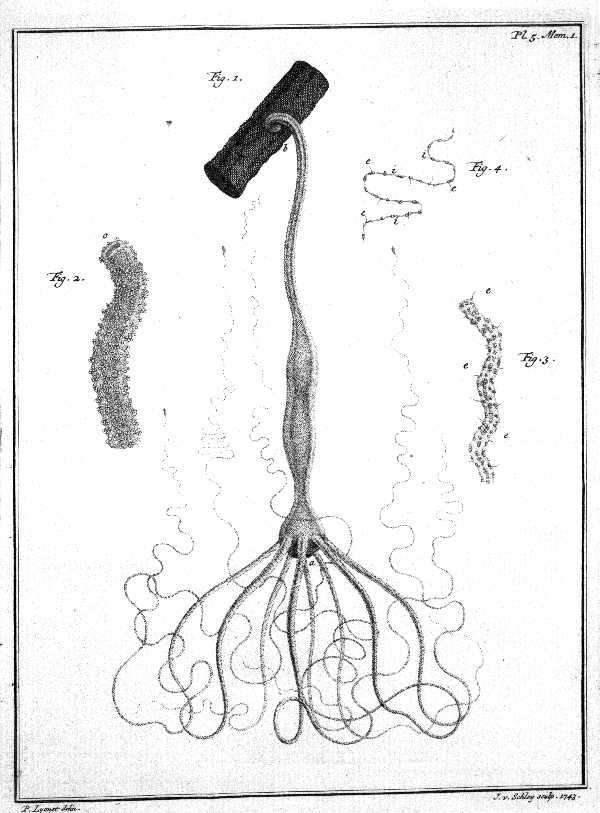
Uma hydra conforme retratada no livro de Trembley de 1744.
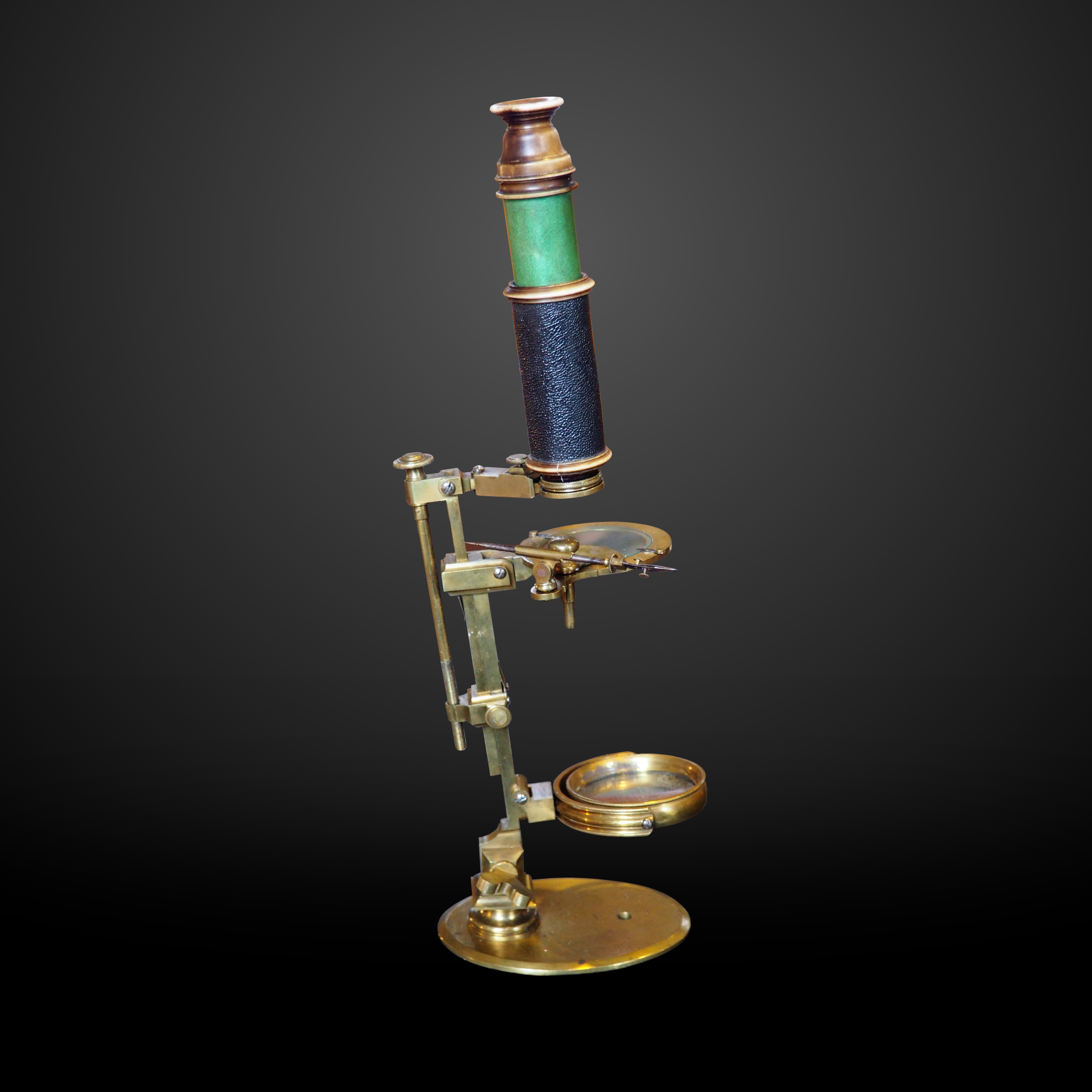
O microscópio aquático feito por John Cuff para Trembley, em exibição no Musée d'histoire des sciences de la Ville de Genève

As descobertas de Trembley foram publicadas em um livro inovador em 1744, Mémoires pour servir à l'histoire d'un gênero de polypes d'eau douce, Gebr. Verbeek, Leiden, traduzido para o alemão em 1775 como Abhandlungen zur Geschichte einer Polypenart des süssen Wassers . O livro inclui alguns dos desenhos (gravados) de Pronk. Suas descobertas o levaram a ser membro da prestigiada Royal Society de Londres e a ser membro correspondente da Académie des Sciences da França. Ele também recebeu a medalha Copley.
Alguns atribuem Trembley como o primeiro a estudar células-tronco, embora ele obviamente não se referisse a elas como tal. Trembley, no entanto, notou sua incrível capacidade regenerativa.

## Trabalhos

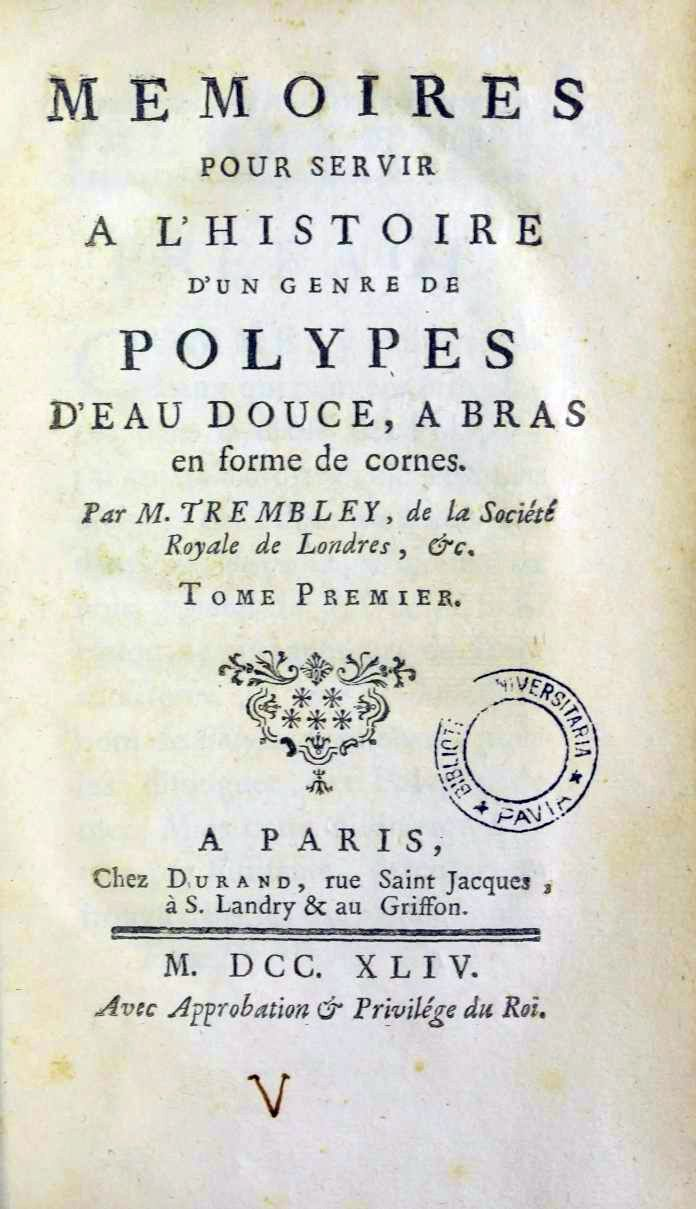
Memoires pour servir a l'histoire d'un genre de polypes d'eau douce, 1744

- Theses mathematicae de infinito et calculo infinitesimali, Genève, 1730

- Mémoires pour servir à l'histoire d'un genre de polypes d'eau douce, à bras en forme de cornes, 1744 ou numérisation des Collections patrimoniales des bibliothèques de l'université de Strasbourg
  - Mémoires pour servir à l'histoire d'un genre de polypes d'eau douce, à bras en forme de cornes, 1744
- Instructions d'un père à ses enfants sur la nature et la religion, 1775
  - Online: , 1783 ;
- Essai sur la vérité, la liberté, le souverain, la patrie, la religion, le bonheur, Genève, Barthelemi Chirol, c.  1777
- Sur la religion naturelle et révélée, 1779
- (com René-Antoine Ferchault de Réaumur) Correspondance inédite entre Réaumur et Abraham Trembley, Maurice Trembley (dir.), Genève, Georg, 1943 (ISBN  978-2-600-02322-1)